# Rasa de Torroella (Cardener)
La Rasa de Torroella és un torrent afluent per la dreta del Cardener de 4.048 m de longitud, a la Vall de Lord.

## Descripció
Neix a 1.361 msnm a uns 250 m. al SE del Tossal de la Creu del Codó, al terme municipal de Guixers. Durant tot el seu curs manté una direcció preponderant de NW a SE escolant-se, molt encaixada, entre els conglomerats montserratins de la Serrat de Sòbol de Sòbol, a l'oest i del Tossal de Vall-llonga i de la Mola de Lord, a l'est. Desguassa al pantà de la Llosa del Cavall a 803 msnm d'altitud.
Tota la seva conca està integrada en el Pla d'Espais d'Interès Natural (PEIN) de la Generalitat de Catalunya i més concretament en l'espai Serres de Busa-Els Bastets-Lord

## Termes municipals que travessa
Des del seu naixement, la Rasa de Torroella passa successivament pels següents termes municipals.
|                                                                    | Longitud (en m.) | % del recorregut |
| ------------------------------------------------------------------ | ---------------- | ---------------- |
| Per l'interior del municipi de Guixers                             | 1.274            | 31,4%            |
| Frontera entre els municipis de Navès i de Sant Llorenç de Morunys | 1.073            | 26,4%            |
| Per l'interior del municipi de Navès                               | 1.711            | 42,2%            |

## Xarxa hidrogràfica

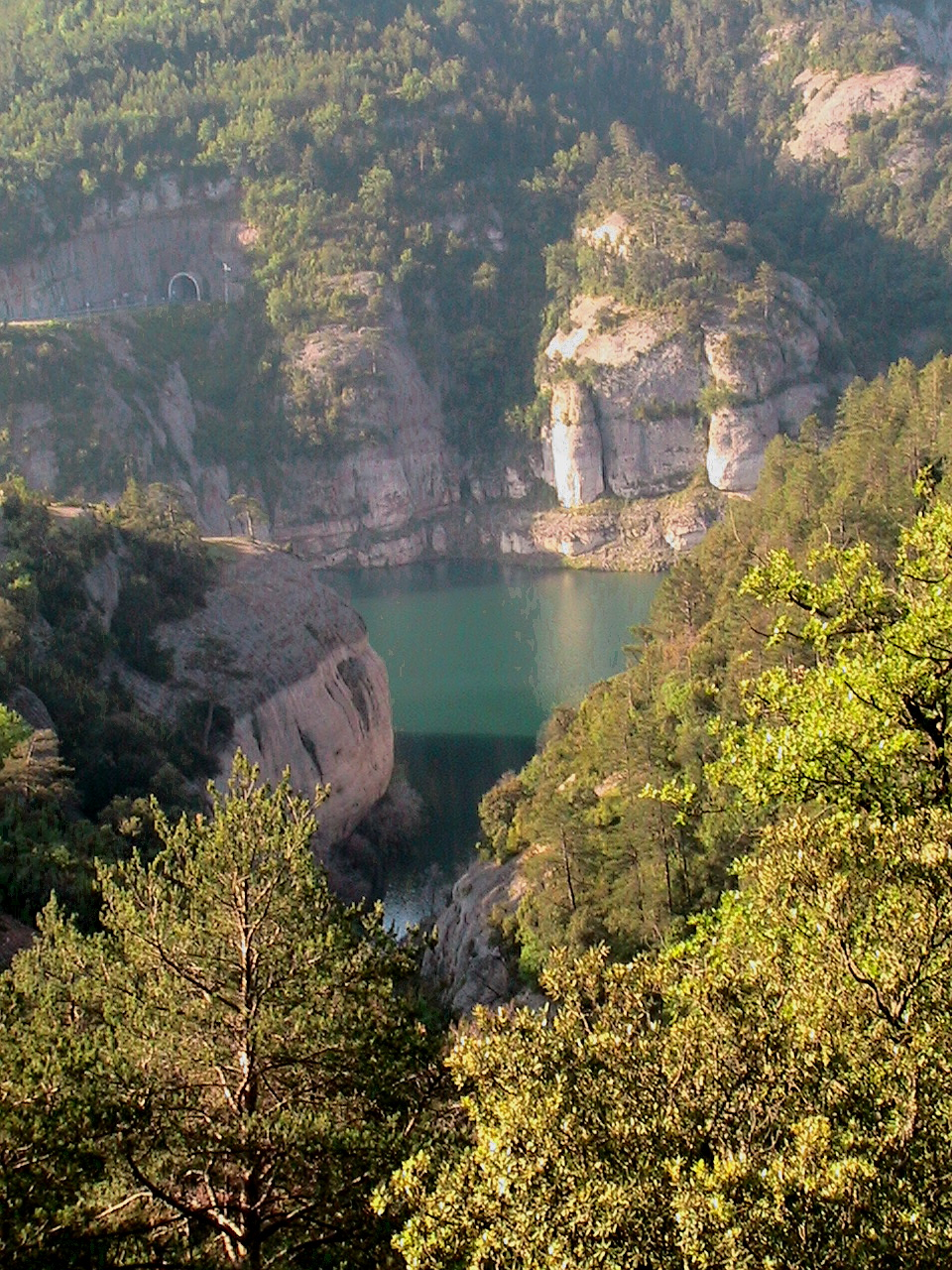
Desembocadura

La xarxa hidrogràfica de la Rasa de Torroella està integrada per un total de 22 cursos fluvials dels quals 15 són subsidiaris de 1r nivell de subsidiarietat, 5 ho són de 2n nivell i 1 ho és de 3r nivell. La totalitat de la xarxa suma una longitud de 14.330 m.
| Codi del corrent fluvial | Coordenades del seu origen                                   | longitud (en metres) |
| ------------------------ | ------------------------------------------------------------ | -------------------- |
| Rasa de Torroella        | 42° 7′ 51.64″ N, 1° 33′ 21.33″ E / 42.1310111°N,1.5559250°E  | 6.306                |
| E1                       | Rasa de Torrenteller                                         | 598                  |
| D1                       | 42° 7′ 33.55″ N, 1° 33′ 39.59″ E / 42.1259861°N,1.5609972°E  | 225                  |
| D2                       | 42° 7′ 21.26″ N, 1° 33′ 55.44″ E / 42.1225722°N,1.5654000°E  | 378                  |
| D3                       | 42° 7′ 27.11″ N, 1° 34′ 3.014″ E / 42.1241972°N,1.56750389°E | 172                  |
| E2                       | 42° 7′ 53.09″ N, 1° 33′ 44.21″ E / 42.1314139°N,1.5622806°E  | 768                  |
| E3                       | 42° 7′ 45.94″ N, 1° 34′ 9.203″ E / 42.1294278°N,1.56922306°E | 778                  |
| E3·E1                    | 42° 7′ 37.30″ N, 1° 34′ 34.90″ E / 42.1270278°N,1.5763611°E  | 230                  |
| E3·D1                    | 42° 7′ 39.85″ N, 1° 34′ 19.63″ E / 42.1277361°N,1.5721194°E  | 127                  |
| E3·E2                    | 42° 7′ 33.89″ N, 1° 34′ 35.84″ E / 42.1260806°N,1.5766222°E  | 282                  |
| E3·D2                    | 42° 7′ 39.85″ N, 1° 34′ 19.63″ E / 42.1277361°N,1.5721194°E  | 127                  |
| E4                       | 42° 7′ 31.29″ N, 1° 34′ 32.98″ E / 42.1253583°N,1.5758278°E  | 190                  |
| E5                       | 42° 7′ 19.79″ N, 1° 34′ 49.90″ E / 42.1221639°N,1.5805278°E  | 549                  |
| D4                       | 42° 7′ 10.80″ N, 1° 33′ 3.486″ E / 42.1196667°N,1.55096833°E | 724                  |
| D4·E1                    | 42° 7′ 22.78″ N, 1° 34′ 5.375″ E / 42.1229944°N,1.56815972°E | 547                  |
| D4·E1·D1                 | 42° 7′ 19.10″ N, 1° 34′ 2.196″ E / 42.1219722°N,1.56727667°E | 199                  |
| E6                       | 42° 7′ 5.727″ N, 1° 34′ 53.06″ E / 42.11825750°N,1.5814056°E | 571                  |
| D5                       | 42° 7′ 1.636″ N, 1° 34′ 18.00″ E / 42.11712111°N,1.5716667°E | 256                  |
| D6                       | 42° 6′ 54.53″ N, 1° 34′ 17.51″ E / 42.1151472°N,1.5715306°E  | 292                  |
| D7                       | 42° 6′ 48.60″ N, 1° 34′ 23.94″ E / 42.1135000°N,1.5733167°E  | 296                  |
| D8                       | 42° 6′ 38.39″ N, 1° 34′ 25.32″ E / 42.1106639°N,1.5737000°E  | 424                  |
| E7                       | 42° 6′ 37.56″ N, 1° 35′ 4.773″ E / 42.1104333°N,1.58465917°E | 201                  |

## Perfil del seu curs

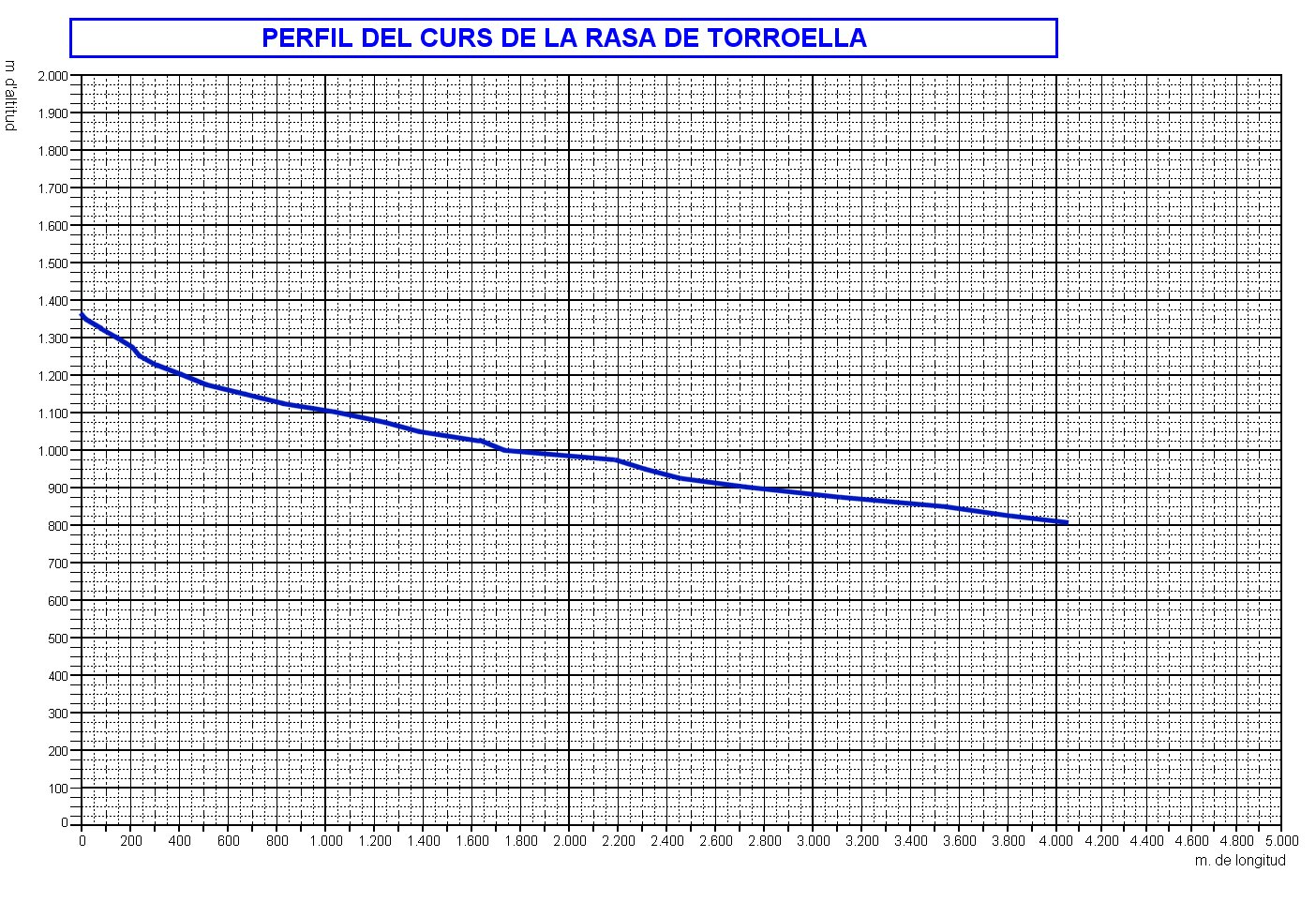
Perfil del curs de la rasa de Torroella

El seu pendent mitjà és del 13,78%, amb un màxim del 69,83% entre els 1.275 i els 1.250 m. d'altitud i un i un mínim del 5,72% entre els 875 i els 850 m. d'altitud.

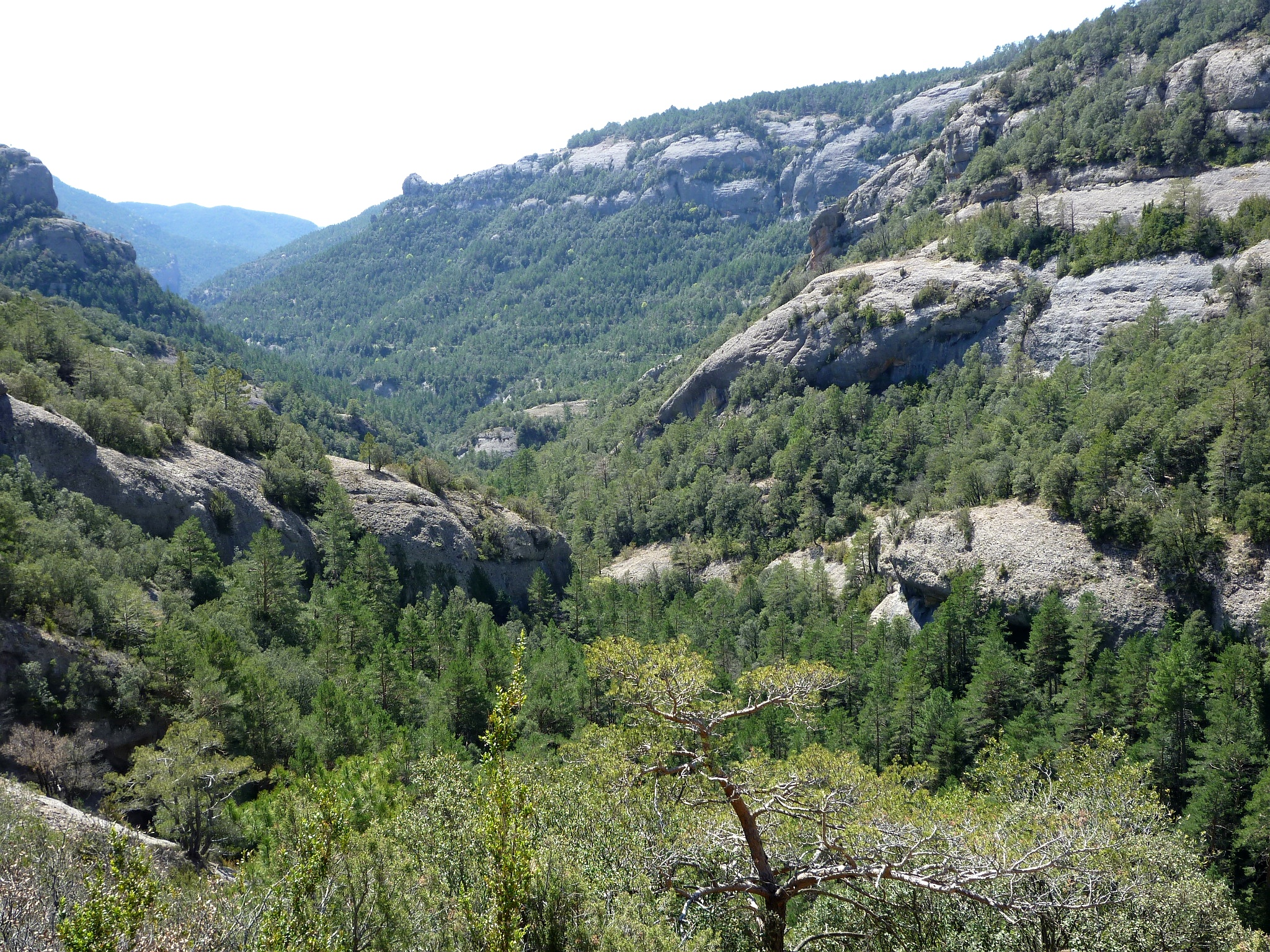
Curs mitjà